# Dịch tễ học quân sự
Dịch tễ học quân sự là chuyên ngành của dịch tễ học và y học quân sự nghiên cứu những quy luật phát sinh, phát triển, sự phân bố tần số của bệnh tật cùng những yếu tố quy định sự phân bố đó trong cộng đồng quân nhân, các biện pháp giám sát, phòng và chống các bệnh dịch trong các điều kiện hoạt động thời bình và thời chiến của lực lượng vũ trang.

## Mục đích, đối tượng
Mục đích nghiên cứu của dịch tễ học quân sự cùng với các ngành khoa học, y học quân sự khác như: vệ sinh quân sự, y học quân chủng, binh chủng, phòng hóa - phòng nguyên, tổ chức chỉ huy quân y... nghiên cứu bảo vệ và nâng cao sức khỏe, sức chiến đấu cho bộ đội ở góc độ phòng, chống bệnh dịch trong mọi điều kiện hoạt động quân sự.
Đối tượng nghiên cứu và phục vụ của dịch tễ học quân sự đó là cộng đồng quân nhân, bao gồm toàn bộ những người phục vụ trong lực lượng vũ trang (chiến sĩ, hạ sĩ quan, sĩ quan, quân nhân chuyên nghiệp, lực lượng dự bị động viên) cùng với tình trạng sức khỏe và các bệnh tật quan sát thấy trong cộng đồng quân nhân; toàn bộ các yếu tố của môi trường sống và hoạt động quân sự có ảnh hưởng tới sức khỏe và tần số cũng như sự phân bố tần số bệnh tật của các quân nhân.

## Phạm vi nghiên cứu
Phạm vi nghiên cứu là Dịch tễ học quân sự chung và Dịch tễ học quân sự quân chủng, binh chủng: lục quân, hải quân, không quân, công binh, tăng thiết giáp, đặc công, hóa học..., trong đó khác biệt về cơ cấu, tần số bệnh tật cũng như sự phân bố và nguyên nhân được xem xét một cách cụ thể, đặt cơ sở cho công tác dự phòng bệnh dịch của các nhóm người phục vụ trong các quân chủng, binh chủng. 
Ở góc độ đặc thù của loại hình hoạt động quân sự, phạm vi đề cập của Dịch tễ học quân sự trong cả thời bình và thời chiến. Dịch tễ học quân sự thời bình xem xét nghiên cứu mọi bệnh tật cùng những yếu tố ảnh hưởng do các hoạt động tuyển nhận tân binh, luyện tập, lao động phòng, chống thiên tai, thảm họa trong điều kiện ở doanh trại, cơ động dã ngoại. Dịch tễ học quân sự thời chiến xem xét các loại bệnh tật nội khoa, ngoại khoa của bộ đội phát sinh trong quá trình hành quân, trú quân, chiến đấu phòng ngự hay tiến công, chiến đấu với các khí tài và nhiệm vụ đặc biệt, chiến đấu với vũ khí hủy diệt lớn trong đó có vũ khí sinh học, chiến đấu dẹp bạo loạn... được coi là đối tượng và nội dung nghiên cứu chủ yếu. 
Ở góc độ đặc thù về khu vực địa lí của các hoạt động quân sự, phạm vi đề cập của Dịch tễ học quân sự là vùng rừng núi, vùng đồng bằng, đô thị và vùng ven biển, hải đảo. Ở từng khu vực, sự khác biệt trong đặc điểm về cơ cấu, tần số mắc bệnh, mùa bệnh, chu kì bệnh... được nghiên cứu, đặt cơ sở cho việc đưa ra các biện pháp can thiệp phòng, chống bệnh dịch phù hợp cho bộ đội đóng quân ở từng khu vực địa lí.

## Nhiệm vụ
Xác định nguyên nhân của bệnh, nghiên cứu lịch sử tự nhiên của bệnh, đánh giá hiệu quả các biện pháp can thiệp. Xác định nguyên nhân của bệnh: ngoài một số ít bệnh có nguyên nhân duy nhất là do yếu tố gen, hầu hết các bệnh khác là kết quả của sự tương tác giữa gen và các yếu tố môi trường. Yếu tố môi trường bao gồm những yếu tố sinh học, hóa học, vật lí, tâm lí, kinh tế và văn hóa có ảnh hưởng tới sức khỏe. Ngoài ra, yếu tố hành vi cá nhân ảnh hưởng tới sự tương tác đó. 
Dịch tễ học quân sự nghiên cứu những tác động này và hiệu quả của các can thiệp phòng bệnh bằng các biện pháp nâng cao sức khỏe cho cộng đồng quân nhân. Dịch tễ học quân sự nghiên cứu lịch sử tự nhiên của bệnh: bất kì một loại bệnh nào cũng đều có thời gian tiến triển nhất định trên cơ thể người, từ trạng thái lành sang trạng thái bệnh rồi sau đó kết thúc bằng khỏi hoặc tử vong hoặc tàn phế. Mỗi loại bệnh có thể khác nhau từng chi tiết cụ thể, nhưng nhìn chung đều có một quá trình diễn biến tự nhiên theo một quy luật riêng, trong một thời gian nhất định. Quá trình đó gọi là quá trình tự nhiên, nghĩa là quá trình diễn biến của bệnh khi không có sự can thiệp của điều trị, một số tác giả gọi là lịch sử tự nhiên của bệnh. Cần phải xác định quá trình tự nhiên của bệnh để có những đề cập khác nhau trong việc phòng ngừa và kiểm soát bệnh. 
Đồng thời, Dịch tễ học quân sự thường được sử dụng để mô tả tình trạng sức khỏe của các nhóm quần thể trong cộng đồng quân nhân. Các nhà quản lí trong lĩnh vực y tế cần phải có những thông tin về gánh nặng bệnh tật của quần thể để có thể sử dụng hiệu quả các nguồn lực nhất định của ngành cho các ưu tiên can thiệp để tăng cường sức khỏe quần thể. 
Dịch tễ học quân sự chú trọng vào các phơi nhiễm môi trường lao động quân sự đặc thù. Đánh giá hiệu quả các biện pháp can thiệp nhằm xác định các yếu tố như thời gian nằm viện của bệnh nhân với những vấn đề sức khỏe

## Nội dung
Dịch tễ học mô tả được thực hiện bằng phương pháp mô tả dịch tễ học nhằm đo lường tần số mắc bệnh và tử vong ở cộng đồng quân nhân với mọi loại bệnh tật, trước hết là các bệnh thường gặp trong Quân đội như: bệnh nhiễm trùng, truyền nhiễm người lớn, bệnh tật do chiến đấu, luyện tập và lao động quân sự, bệnh nghề nghiệp theo đặc thù quân chủng, binh chủng. Mô tả sự phân bố mắc và tử vong do các bệnh tật trên ở các góc độ về con người, thời gian và không gian quân sự. Mô tả những yếu tố nguy cơ nội sinh và ngoại sinh của môi trường sinh hoạt và lao động quân sự đã quy định tần số và sự phân bố tần số mắc và tử vong do bệnh tật trong Quân đội. 
Dịch tễ học phân tích được thực hiện bằng phương pháp phân tích và can thiệp dịch tễ học, sử dụng các thiết kế nghiên cứu chủ yếu, các kiến thức về thống kê toán học, y sinh học và về y xã hội học để phân tích, làm rõ mối quan hệ giữa các yếu tố nguy cơ của môi trường hoạt động quân sự và sự phát sinh, phát triển bệnh tật trong cộng đồng quân nhân, kiểm định các giả thuyết về nhân - quả do dịch tễ học mô tả nêu ra.
Dịch tễ học can thiệp là sự vận dụng các thiết kế nghiên cứu can thiệp để tiếp tục phân tích nhằm khẳng định các giả thuyết nhân - quả; đồng thời, tiến hành các nghiên cứu thực nghiệm để làm cơ sở đề xuất và xác định hiệu quả các biện pháp can thiệp phòng, chống dịch bệnh trong các điều kiện cụ thể của môi trường hoạt động quân sự của bộ đội. 
Dịch tễ học lí thuyết khái quát xây dựng những mô hình lí thuyết hay toán học dịch tễ học cho các loại bệnh tật thường gặp trong Quân đội, trong các mối quan hệ nội tại và ngoại sinh của môi trường hoạt động quân sự.
Dịch tễ học quân sự sử dụng các phương pháp nghiên cứu cơ bản là điều tra mô tả, phân tích và thực nghiệm dịch tễ, nhằm phát hiện và làm rõ đặc điểm về sự phát sinh, phát triển của các quá trình dịch bệnh dưới ảnh hưởng các yếu tố tự nhiên và xã hội theo đặc thù lao động quân sự; đề xuất các biện pháp phòng và chống các bệnh dịch lưu hành tự nhiên hoặc do vũ khí sinh học... để bảo vệ sức khỏe và sức chiến đấu cho bộ đội.